# 寒川文書館
寒川文書館（さむかわぶんしょかん）は、神奈川県高座郡寒川町にある公文書館。寒川総合図書館の4階に設置されている。

## 概要
寒川文書館は公文書館法に基づき寒川総合図書館の4階に設置されている公文書館であり、行政資料や古文書、郷土資料等を収集、整理、保存する施設である。
郷土史は、神奈川県内のみならず日本全国の自治体のものが取り揃えられている。また、相模線や相模鉄道に関する資料も多数保存されている他、明治時代からの横浜貿易新報が開架で閲覧できる。
その他、指針として「みんなが足を運びたくなる文書館」を掲げており、毎年数回「ミニ展示」企画や講演会等を開催している他、2017年より公式ツイッターを開設している。

## 沿革
- 2003年（平成15年）3月 - （仮称）寒川総合図書館基本計画を策定。
- 2006年（平成18年）
  - 3月 - 寒川文書館条例を制定。
  - 11月3日 - 寒川文書館が開館。
- 2017年（平成29年）8月25日 - 公式ツイッターを開設。

## 施設
閲覧コーナーや開架書架は、誰でも自由に利用することが可能で、パソコンで資料検索ができる。文書資料室内の資料を閲覧する場合は、閲覧申込書を記入しカウンターに提出する。
開館時間
- 9時00分から17時00分

休館日
- 月曜日、年始年末（12月29日から1月3日）、特別整理日

駐車場
- 寒川町役場側に臨時駐車場が設置されている。

## アクセス
最寄駅
- JR相模線：寒川駅

最寄バス停
- 神奈川中央交通、相鉄バス、寒川町コミュニティバス：「図書館・文書館前」

## 関連施設
- 寒川総合図書館